# Luc Berthold
Pour les articles homonymes, voir Berthold.
Luc Berthold, né en 1966 à Sherbrooke, est un journaliste, attaché politique, directeur des communications et homme politique canadien.
Maire de Thetford Mines de 2006 et 2013, il est élu député à la Chambre des communes de la circonscription de Mégantic—L'Érable lors de l'élection fédérale du 19 octobre 2015. Il est leader adjoint de l'opposition officielle à la Chambre depuis septembre 2022.

## Biographie

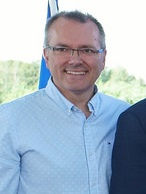
En 2017.

Luc Berthold est né à Sherbrooke, au Québec en 1966. Il débute comme animateur et journaliste à la station de radio CKLD de Thetford Mines, puis devient en janvier 2010 rédacteur en chef pour l'hebdomadaire Courrier Frontenac avant d'entreprendre une carrière dans le domaine politique. 
De décembre 2009 à octobre 2013, Luc Berthold est président de la Société de développement économique de la région de Thetford.
Il réside dans la région de Thetford Mines depuis 1986.

### Carrière politique
En 1999, Luc Berthold devient attaché politique de Nathalie Normandeau, alors députée de Bonaventure à l'Assemblée nationale du Québec, ainsi que conseiller aux communications de Jean Charest, alors chef de l’opposition à la Chambre des communes, jusqu'en 2003. Il est par la suite attaché de presse de Nathalie Normandeau, devenue ministre déléguée au Développement régional et au Tourisme du Québec, de 2003 à 2004. À ce moment, il devient directeur de cabinet de la ministre déléguée aux Transports, Julie Boulet.
En novembre 2006, Luc Berthold est élu maire de Thetford Mines, puis est réélu pour un second mandat en 2009. Il quitte cette fonction en 2013.
Le 7 juillet 2015, le Parti conservateur du Canada annonce sa candidature dans la circonscription de Mégantic—L'Érable en vue des élections générales fédérales prévues pour le mois d'octobre suivant. Le parti espère qu'avec Berthold, considéré comme un candidat vedette, il pourra conserver la circonscription laissée vacante par le départ du ministre Christian Paradis. Le 15 octobre, il est élu avec 35 % des voix, devant les candidats libéral et néodémocrate.
Le 20 novembre 2015, Luc Berthold est nommé porte-parole adjoint de l'opposition officielle pour le dossier de l'Infrastructure et des Collectivités. En août 2017, il est promu porte-parole en titre de l’opposition officielle pour l'Agriculture et l'Agro-alimentaire.
Lors des élections générales de 2019, Luc Berthold est largement réélu avec 49 % des voix. Le chef conservateur Andrew Scheer lui confie alors un poste au cabinet fantôme, soit celui de porte-parole pour l’Infrastructure et les Collectivités.
Le 20 septembre 2021, lors des élections de 2021, Luc Berthold est réélu avec plus de 56 % des voix. Le chef Erin O'Toole lui confie le rôle de ministre du cabinet fantôme responsable de la santé. Par la suite, la cheffe intérimaire Candice Bergen lui confie le mandat de chef adjoint et de lieutenant politique pour le Québec. Depuis le 13 septembre 2022, il occupe le poste de leader adjoint de l'opposition officielle à la Chambre, sous la direction du chef Pierre Poilievre.

## Résultats électoraux

### Fédéral
|       | Candidat              | Parti          | # de voix | % des voix |
|       | Luc Berthold          | Conservateur   | +16 754,  | 35,4 %     |
|       | Virginie Provost      | Bloc québécois | +05 838,  | 12,33 %    |
|       | David Berthiaume      | Libéral        | +13 308,  | 28,12 %    |
|       | Jean-François Delisle | NPD            | +10 386,  | 21,94 %    |
|       | Justin Gervais        | Vert           | +01 046,  | 2,21 %     |
| Total | Total                 | Total          | 47 332    | 100 %      |

### Municipal
| Candidat     | Parti       | Vote | %      |
| ------------ | ----------- | ---- | ------ |
| Luc Berthold | Indépendant | 8777 | 86,1 % |
| Bruno Roy    | Indépendant | 1418 | 13,9 % |